# Рајхсмаршал
Рајхсмаршал (етимолошки: Маршал Империје или Маршал Рајха) био је највиши војни чин у оружаним снагама Нацистичке Немачке током Другог светског рата.
Титула рајхсмаршал је првобитно установљен пре XII века, у време Светог римског царства. Историјски гледано, чин рајхсмаршал је био јединствена и престижна награда за време Другог светског рата. У време Немачког царства и Првог светског рата овај чин није постојао.
Током Другог светског рата, Херман Геринг је био унапређен 19. јула 1940, на церемонији унапређења дванаест фелдмаршала од стране Адолфа Хитлера. Хитлер је унапредио Геринга у чин рајхсмаршала првенствено да га уздигне у односу на друге команданте генералштаба Вермахта који су унапређени у чин генерал-фелдмаршал на истој церемонији. Разлог за увођење овог чина било је више политички а мање војни значај јер је Хитлер у случају смрти за свог наследника одабрао Хермана Геринга, те му је ово највише војно звање дало могућност да неометано преузме позицију главокомандујућег немачких оружаних снага. У време унапређења Геринг је био командант Немачког ратног ваздухопловства и већ је био унапређен у чин генерал-фелдмаршала 1938. године. Више звање од овог је била титула фирер намењена само за Хитлера и он је једини носио.
Средином априла 1945, Геринг је тражио од Хитлера у телеграму који му је упутио, да преуме вођство над Трећим рајхом. Хитлер га је због ове молбе отпустио са положаја и проглашен је нови наследник. За наследника је именован велики адмирал Карл Дениц, кога је Хитлер предложио за наследника пре 30. априла 1945. године. Дениц је међутим само био обавештен о именовању за наследника тек 1. маја 1945. године, од стране Мартин Бормана и Јозефа Гебелса. Након завршетка Другог светског рата, титула рајхсмаршал је укинута.

## Фото галерија
- Стандарта рајхсмаршала (задња страна) 1940-1941.
- Стандарта рајхсмаршала (предња страна), 1940-1941.
- Стандарта рајхсмаршала (задња страна), 1941-1945.
- Стандарта рајхсмаршала (предња страна), 1941-1945.
- Жезло рајхсмаршала.
- Оригинална униформа рајхсмаршала Хермана Геринга која се налази у Музеју-Луфтвафеа Берлин.
- Портрет Хермана Геринга у униформи рајхсмаршала.